# Turgai
Il Turgai (in kazako Торғай, Torghai; in russo Турга́й) è un fiume delle regioni di Qostanay e di Aqtöbe, in Kazakistan. Ha una lunghezza di 825 km e un bacino di 157.000 km². È formato dalla confluenza dei fiumi Zhaldama e Kara-Turgai, che hanno le loro sorgenti sul bordo occidentale delle alture del Kazakistan; scorre attraverso la cosiddetta porta del Turgai, che da esso prende il nome, e disperde le sue acque nella depressione endoreica dello Shalkarteniz. Il regime del Turgai è prevalentemente nivale. Le acque del suo corso inferiore divengono salate in estate. Il fiume gela da novembre ad aprile.